# Avenue des Nénuphars (Bruxelles)
Pour les articles homonymes, voir Rue des Nénuphars.
L'avenue des Nénuphars (en néerlandais: Waterleliënlaan) est une rue bruxelloise  formant la limite des communes d'Auderghem qui relie la place Félix Govaert au boulevard du Souverain sur une longueur de 190 mètres.

## Historique et description
Avec cinq autres voies publiques cette rue fut aménagée en 1882 sur l' Auderghemveld  par la Compagnie Immobilière de Belgique, lorsque fut érigée la gare d'Auderghem sur la ligne Bruxelles-Tervueren. 
Cette rue menait les voyageurs depuis la gare vers les étangs de Valduchesse situés en contrebas et fut baptisée avenue des Étangs. 
Le 24 mars 1916, le collège décida de renommer la voie rue des Nénuphars pour éliminer un doublon avec une autre rue existante à Etterbeek. Les nénuphars étaient présents en nombre dans les eaux de l’étang de Valduchesse.
- Premier permis de bâtir délivré le 25 février 1909 pour le no 5.